# منتخب سانت فينسنت والغرينادين للكريكت
منتخب سانت فينسنت والغرينادين للكريكت هو ممثل سانت فينسنت والغرينادين الرسمي في المنافسات الدولية في الكريكت .